# Heterolocha coccinea
Heterolocha coccinea là một loài bướm đêm trong họ Geometridae.